# Étienne Bally
Étienne Bally   (Vénissieux, 17 d'abril de 1923 - Saint-Fons, 10 de gener de 2018) va ser un atleta francès, especialista en curses de velocitat, que va competir durant les dècades de 1940 i 1950.
El 1948 va prendre part en els Jocs Olímpics de Londres, on disputà dues proves del programa d'atletisme. En ambdues quedà eliminat en sèries. Quatre anys més tard, als Jocs de Hèlsinki, disputà tres proves del programa d'atletisme. Fou cinquè en els 4x100 metres, mentre en les altres dues quedà eliminat en sèries.
En el seu palmarès destaquen tres medalles al Campionat d'Europa d'atletisme de 1950, d'or en els 100 metres, i de plata en els 200 metres i 4x100 metres, formant equip amb Jacques Perlot, Yves Camus i Jean-Pierre Guillon. També guanyà els campionats nacionals dels 100 (1947 i 1950) i 200 metres (1946, 1947, 1950 i 1952), i va batre el rècord nacional d'aquests dues proves i del 4x100 metres.

## Millors marques
- 100 metres. 10.5" (1947)
- 200 metres. 21.3" (1949)[2][6]